# Bulbophyllum variculosum
Bulbophyllum variculosum är en orkidéart som beskrevs av Jaap J. Vermeulen. Bulbophyllum variculosum ingår i släktet Bulbophyllum och familjen orkidéer. Inga underarter finns listade i Catalogue of Life.